# Забродський Лев Семенович
Лев Семенович Забродський (* 1949, Дніпропетровськ, УРСР) — радянський, пізніше російський винахідник українського походження, металург. Автор понад 70 винаходів, в основному — в області чорної металургії. Почесний винахідник СРСР.
Є основоположником сучасних технологій у порошковій металургії.
За технічні розробки нагороджений двома золотими і однією бронзовою медалями ВДНГ СРСР.